# Thymus disjunctus
Thymus disjunctus — вид рослин родини глухокропивові (Lamiaceae), поширений на далекому сході Росії (Примор'я) і Китаю (Хейлунцзян, Цзілінь, Ляонін).

## Опис
Стебла стрункі, дугоподібні. Родючі гілочки 2.5–8 см, темно-пурпурові, з лінією волосся з основи кожного листа; стерильні гілочки кінцеві, бічні або йдуть від кореневищ, лежачі або висхідні. Черешки до ≈ 1/2 довжини листової пластини. Листові пластини довгасто-еліптичні, 0.6–2 см × 1.5–7 мм, базальні листки короткочерешкові, 2–4 мм, залозисті, поля війчасті; верхні листки підгострі.
Суцвіття головчасте. Квітконіжка до 3.5 мм, запушена. Чашечка трубчасто-дзвінчаста, 5–6 мм, пурпурова або темно-пурпурова, основа волосиста, верхівка гола. Віночок рожево-пурпуровий, 1–1.2 мм. Горішки еліпсоїдні, 0.7–0.8 × 0.5–0.7 мм.

## Поширення
Поширений на далекому сході Росії (Примор'я) і Китаю (Хейлунцзян, Цзілінь, Ляонін).
Населяє гравійні трав'янисті місцевості, піщані долини.